# Nagekäfer

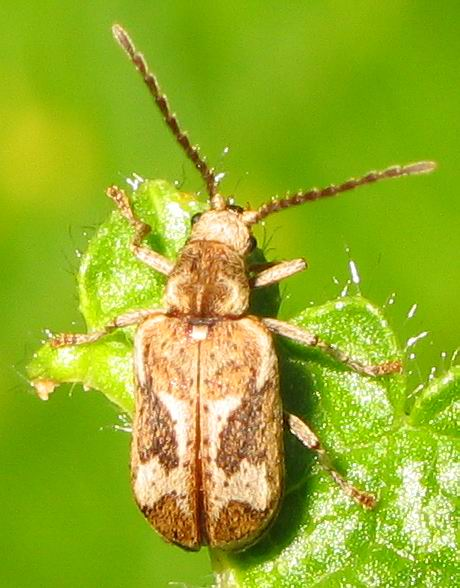
Hellfarbener Nagekäfer (Hedobia imperialis)

Die Nagekäfer (Ptinidae), auch als Poch- oder Klopfkäfer bekannt, stellen eine Familie der Käfer dar. Früher wurde die Familie mit wissenschaftlichem Namen Anobiidae (Fleming 1821) genannt. Ptinidae besitzt jedoch Priorität vor diesem, da dieser Name von Pierre André Latreille bereits 1802 für die Beschreibung der Familie verwendet wurde.

## Merkmale und Lebensweise
Bei den Nagekäfern handelt es sich um 1,5 bis neun Millimeter große, oft braunrot oder braun bis schwarz gefärbte Käfer. Kopf und Halsschild können gelegentlich anders als die Flügeldecken gefärbt sein. Charakteristisch für die Nagekäfer ist ein zylindrischer Körper, wobei der Kopf meist unter einem Halsschild verborgen ist. Eine Reihe der Arten lebt in morschem Holz, besonders der Gemeine Holzwurm (Anobium punctatum) ist aber auch als Holzschädling in intaktem, trockenem Holz bekannt. Andere Arten leben auch in harten Baumpilzen oder in Koniferenzapfen, und wieder andere sind in Dung, Pilzresten oder in Lebensmittel (Brotkäfer, Stegobium paniceum) zu finden.

## Systematik
Weltweit wurden bisher über 1.500 Arten beschrieben, davon leben in Mitteleuropa etwa 70 Arten und auf den Britischen Inseln etwa 30 Arten. In Europa sind gegenwärtig etwa 462 Arten und Unterarten in zehn Unterfamilien und 65 Gattungen vertreten.
Die folgende Übersicht listet einige Arten der Nagekäfer auf, sie ist allerdings nicht vollständig:
- Unterfamilie Anobiinae
  - Brotkäfer (Stegobium paniceum)
  - Gemeiner Nagekäfer (Anobium punctatum), besser bekannt als „Holzwurm“
  - Hadrobregmus denticollis
  - Trotzkopf (Hadrobregmus pertinax)
  - Oligomerus brunneus
- Unterfamilie Dorcatominae
  - Mattschwarzer Bovistnagekäfer (Caenocara bovistae)
  - Schillerporling-Pochkäfer (Dorcatoma substriata)
- Unterfamilie Dryophilinae
  - Schwarzer Zwergnagekäfer (Dryophilus pusillus)
  - Variabler Nagekäfer (Grynobius planus)
- Unterfamilie Ernobiinae
  - Weicher Nagekäfer (Ernobius mollis)
  - Ochina ptinoides
  - Xestobium plumbeum
  - Gescheckter Nagekäfer oder Bunter Pochkäfer (Xestobium rufovillosum)
- Unterfamilie Eucradinae
  - Gelbbrauner Nagekäfer (Hedobia pubescens)
  - Hellfarbener Nagekäfer (Hedobia imperialis)
- Unterfamilie Gibbiinae
  - Buckelkäfer (Gibbium psylloides)
- Unterfamilie Mesocoleopodinae
  - Mesocoelopus niger
- Unterfamilie Ptilininae
  - Gekämmter Nagekäfer (Ptilinus pectinicornis)
- Unterfamilie Diebskäfer (Ptininae)
  - Kräuterdieb (Ptinus fur)
  - Rotbeiniger Diebskäfer (Ptinus rufipes)
  - Sechspunkt-Diebskäfer (Ptinus sexpunctatus)
  - Messingkäfer (Niptus hololeucus)
- Unterfamilie Xyletininae
  - Schwarzer Sägehornkäfer (Xyletinus ater)
  - Tabakkäfer (Lasioderma serricone)

## Fossile Belege
Angehörige dieser Käferfamilie sind im Baltischen Bernstein nicht selten. Ihre relative Häufigkeit und ihr Auftreten im Fundzusammenhang mit anderen, gleichermaßen xylophag lebenden Insekten haben wichtige Hinweise auf die Lebensgemeinschaften im eozänen „Bernsteinwald“ geliefert.